# Semachrysa claggi
Semachrysa claggi är en insektsart som först beskrevs av Banks 1937.  Semachrysa claggi ingår i släktet Semachrysa och familjen guldögonsländor. Inga underarter finns listade i Catalogue of Life.